# Demetrio Livaditi
Demetrio Livaditi (Trieste, 18 agosto 1833 – Bologna, 4 giugno 1897) è stato uno scrittore, giornalista, patriota e docente italiano.

## Biografia
Era figlio di Alessandro, un commerciante di origine greca. La sua famiglia, che aveva mutato il cognome originario Libaditis in Livaditi, apparteneva a una colonia di emigrati settecenteschi, provenienti dal Peloponneso e in fuga  dall'Impero ottomano.
Frequentò dapprima il ginnasio liceale della Comunità Greco-Orientale di Trieste e poi l'Accademia di Commercio e Nautica nella stessa città. Suo padre voleva che diventasse un commerciante, ma Demetrio era attratto dalle lettere classiche, amava Giacomo Leopardi e passava volentieri il tempo a tradurre Platone. Dopo un viaggio in Germania, diede lezioni private di italiano e di greco. Collaborava intanto al periodico triestino La Favilla, poi alla "Rivista Veneta" e a L'Età Presente: due riviste quest'ultime che si pubblicavano a Venezia, sotto la direzione di Paulo Fambri.
A Trieste usciva il settimanale letterario e culturale in lingua italiana La Bora. Livaditi, sull'esempio de Il Crepuscolo di Milano, nel 1857 ne fondò un altro, "La Ciarla", che dopo pochi numeri si fuse con La Bora. Livaditi chiamò a dirigere "La Ciarla" il suo conterraneo Leone Fortis, che simili esperienze aveva già vissuto, con suoi periodici, a Venezia e a Milano, ("Quel che si vede e quel che non si vede", Il Pungolo, Panorama). Fortis, che viveva a Trieste al confino, per volere dell'arciduca Massimiliano d'Asburgo, trasformò La Ciarla in un foglio artistico-letterario, con ricca e ironica testata e con caricature, chiedendo la collaborazione di suoi vecchi amici, come Arnaldo Fusinato e Carlo Baravalle. Nella nuova veste editoriale, La Ciarla visse per soli sette numeri - dei quali il quinto e il sesto furono sequestrati prima della distribuzione - poi fu chiusa ad aprile 1859, per "volontà superiore".

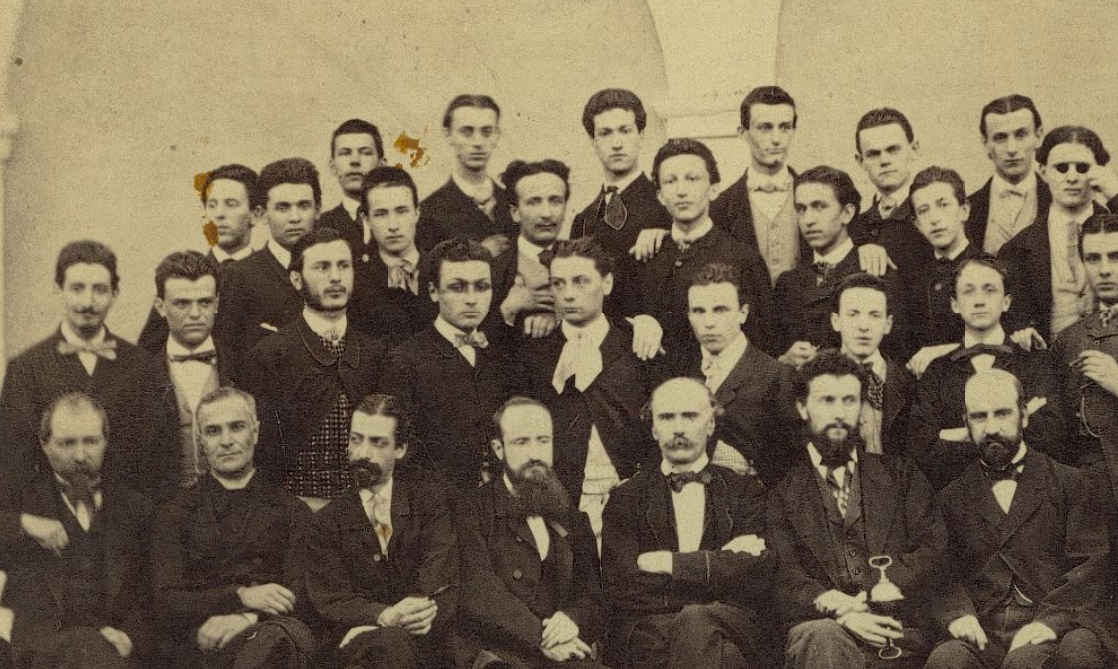
3° classe del Liceo ginnasio Ludovico Ariosto di Reggio Emilia nel 1864.
Presenti nella foto: Gaetano Chierici, Giovanni Guidotti, Demetrio Livaditi, Giacomo Manuelli, Ulisse Poggi, Giacomo Prandi, Prospero Viani, Angelo Volpe.

Demetrio Livaditi si trasferì prima a Milano, liberata dagli austriaci, quindi in Emilia-Romagna.
Nel 1860 collaborò con il Comitato d’emigrazione di Trieste, che accoglieva e proteggeva volontari che volevano unirsi all'esercito del Regno di Sardegna. Partecipò alla presa della fortezza pontificia di San Leo, il 24 settembre del 1860, come ricorda lo storico triestino Attilio Tamaro. Dopo la guerra diresse il periodico Adriatico, che si pubblicava a Ravenna. Insegnò storia e lettere in licei classici e tecnici, prima a Sassari e poi a Reggio nell'Emilia, dove nel 1864 fondò e diresse il quotidiano L'Italia Centrale.
Nel 1866 prese parte al Comitato Triestino-Istriano che alla vigilia della terza guerra d'indipendenza italiana si proponeva di sensibilizzare l'opinione pubblica sulla necessità dell'annessione all'Italia di Trieste e dell'Istria. Livaditi si arruolò tra i volontari garibaldini e ha combattuto in Trentino.

### Scritti

#### Critica letteraria
- Demetrio Livaditi, Della letteratura italiana contemporanea. Cenno critico, Reggio nell'Emilia, 1874, SBN UBO1593832. (estr. da: «L'Italia centrale»)
- Demetrio Livaditi, Il galateo letterario del XIX secolo, Milano, N. Battezzati, 1877, SBN BA10023549.
- Demetrio Livaditi, Crestomazia italiana: per uso degli Istituti tecnici, Modena, C. Vincenzi, SBN UBO3977224.

#### Filosofia
- Demetrio Livaditi, Saggio di sermoni, Trieste, tip. del Lloyd austr., 1855, SBN VEA0767830.
- Demetrio Livaditi, Dello amore della patria: operetta, Milano, Libreria Brigola, 1861, SBN CFI0891152.
- Demetrio Livaditi, Introduzione alla filosofia della storia, Reggio nell'Emilia, presso Giuseppe Barbieri, 1866, SBN NAP0181005.
- Demetrio Livaditi, Opere morali edite ed inedite, Reggio, tip. di S. Calderini, 1870, SBN MOD0287630.
- Demetrio Livaditi, Giordano Bruno: discorso, Reggio nell'Emilia, Tipografia di S. Calderini e figlio, 1889, SBN UBO1541742.
- Demetrio Livaditi, Operette umoristiche, satiriche e filosofiche, Nuova edizione con emendazioni ed aggiunte, Bologna, N. Zanichelli, 1895, SBN CUB0374098.

#### Altri scritti
- Demetrio Livaditi, La gara, Nuova edizione notevolmente ampliata, Parma, L. Battei, 1888, SBN TO00971504.

#### Traduzioni dal greco
- Eschine Socratico [ma Pseudo-Platone], Lo Assioco, recato di greco in italiano dal prof. Demetrio Livaditi, Reggio, S. Calderini, 1872, SBN NAP0297199. (dialogo pseudoplatonico attribuito dal traduttore ad Eschine Socratico)
- Cebete  Tebano, La tavola, recata di greco in italiano da Demetrio Livaditi, Reggio, S. Calderini, 1874, SBN UBO1851281.
- Eschine Socratico, I dialoghi, per la prima volta recati in italiano da Demetrio Livaditi, Milano, N. Battezzati, 1879, SBN PUV0898193.